# Frœningen
Frœningen település Franciaországban, Haut-Rhin megyében. Lakosainak száma 865 fő (2022. január 1.). Frœningen Hochstatt, Galfingue, Illfurth, Zillisheim és Spechbach községekkel határos.

## Népesség
A település népességének változása:
| Lakosok száma | 707  | 695  | 735  | 739  | 761  | 778  | 831  | 849  | 865  |
|               | 2013 | 2015 | 2016 | 2017 | 2018 | 2019 | 2020 | 2021 | 2022 |